# Dmitro Vasziljovics Firtas
Dmitro Vasziljovics Firtas (ukránul: Дмитро Васильович Фірташ; Bohdanyivka, ma: Szinykiv, 1965. május 2.) ukrán üzletember, vállalkozó. A Group DF holding tulajdonosa. 50%-ban tulajdonosa a 2004–2009 között az orosz–ukrán gázkereskedelemben fontos szerepet játszott RosUkrEnergo vállalatnak.

## Élete
A Ternopili terület Zalisiki járásában fekvő Bohdanyivka (ma: Szinykiv) faluban született.
2010. december 20-án Viktor Janukovics, Ukrajna elnöke kinevezte a háromoldalú nemzeti szociális-gazdasági tanács munkaadói oldalt képviselő társelnökévé.
2013. február 1-jén megvásárolta az  Inter Media csoport 100 százalékát Valerij Ivanovics Horoskovszkijtól.
2014 márciusában Bécsben az FBI körözése alapján letartóztatták, és csak rekordösszegű, 174 millió dolláros óvadék ellenében került szabadlábra.